# Internationale luchthaven Imam Khomeini
De luchthaven Imam Khomeini International Airport (Perzisch: فرودگاه بین‌المللی امام خمینی, forudgah-e bein-ol-melali-yé Imam Khomeini) bevindt zich ongeveer 30 km ten zuidwesten van Teheran bij de plaatsen Ahmadabad en Robat-Karim. De luchthaven is gebouwd ter vervanging van Mehrabad, dat nu aan de westkant van Teheran door de stad omsloten is.
De luchthaven is vernoemd naar ayatollah Khomeini, die in 1979 de leider van de Iraanse Revolutie was.
Abadan · Ahvaz · Ardabil · Bam · Bandar Abbas · Bandar Lengeh · Birjand · Bojnord · Bushehr · Dasht-e Naz · Dayrestan · Dezful · Doshan Tappeh · Fasa · Gorgan · Hamadan · Hamadan AB · Ilam · Isfahan · Jiroft · Kerman · Khorramabad · Khoy · Kish · Konarak · Lamerd · Larestan · Lavan · Mahshahr · Mashhad · Noshahr · Parsabad · Payam · Persian Gulf · Rafsanjan · Ramsar · Rasht · Sabzevar · Sahand · Sanandaj · Kermanshah · Yazd · Shahrekord · Shiraz · Tabas · Tabriz · Teheran-Imam Khomeini · Teheran-Mehrabad · Urmia · Yasuj · Zabol · Zahedan